# Woolfert
Woolfert er en animationsfilm instrueret af Søren Tomas efter manuskript af Søren Tomas, Torleif Hoppe og Kim Fupz Aakeson.

## Handling
I en verden domineret af får bor Woolfert, en underkuet ulv. Sammen med sin makker samler han skrald i de rige fårekvarterer. Her forelsker han sig i filmdiva-fåret Sheela. Denne forelskelse bliver ikke nemmere af, at Sheelas bejler Lemmy Lam er en magtfuld politikomisær. Stik imod alle odds falder Sheela pladask for Woolfert. Hele fåreverdenen vender på en tallerken. Nu er ulvene pludselig populære. Men i kulissen lurer den forsmåede Lemmy Lam på at forpurre denne umulige kærligheds historie. Det kan da umuligt ende godt.